# Cashewbaum

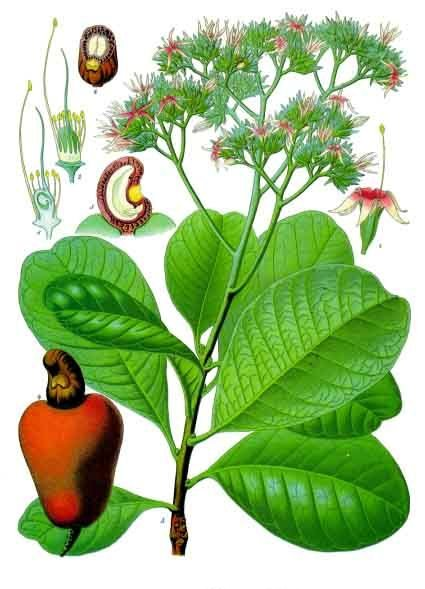
Illustration aus Köhler 1887

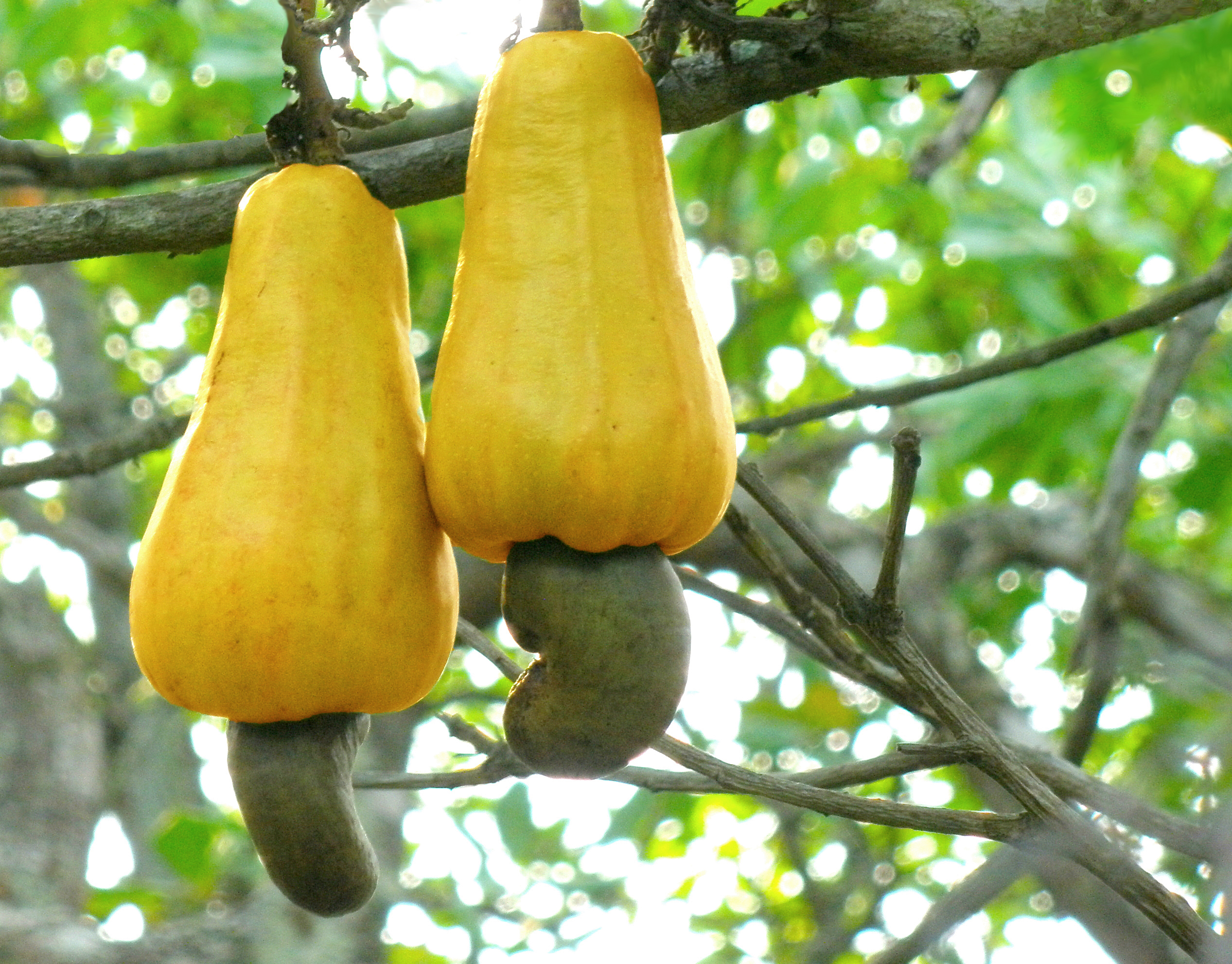
Reife Früchte

Der Cashewbaum (engl. [ˈkæʃ.ju] Anhörenⓘ; lateinisch Anacardium occidentale) oder Kaschubaum, auch Acajoubaum oder Nierenbaum genannt, ist ein zur Familie der Sumachgewächse (Anacardiaceae) gehöriger Baum. Er wächst in tropischem Klima und trägt Cashewäpfel und Cashewkerne. Portugiesen lernten diesen Baum durch die Kolonisation als erste Europäer im Nordosten Brasiliens kennen. Der Name Cashew leitet sich über den portugiesischen Namen Caju [kaˈʒu] oder auch Cajueiro aus der indianischen Tupi-Sprache Acaju ‚Nierenbaum‘ (wahrscheinlich wegen der Form der Kerne) ab.

## Beschreibung

### Vegetative Merkmale
Der Cashewbaum ist ein schnellwüchsiger, trockenheitsresistenter, immergrüner, andromonozöischer Laubbaum, der Wuchshöhen von bis über 10 m und einen Brusthöhendurchmesser von etwa 30 bis über 70 cm erreicht. Seine ausladende und dichte Krone ist mehr oder weniger symmetrisch, kann aber in windexponierten Lagen unregelmäßige Formen annehmen. Neben 1 bis 2 m tief reichenden Pfahlwurzeln entwickelt der Baum auch ein relativ weitreichendes Seitenwurzelsystem. Diese Fähigkeit in Verbindung mit einer gewissen Toleranz gegenüber Nährstoffarmut und gelegentlicher Trockenheit führt dazu, dass der Baum gut als Wind- und Erosionsschutz geeignet ist. Die Borke wird im Alter braun bis grau-braun, rau und rissig bis leicht furchig. Der Stamm führt ein Gummi (Cashew-, Acajou-Gummi).
Die wechselständigen, verkehrt-eiförmigen, ledrigen und kahlen Blätter sind etwa 8–15 × 6–13 cm groß. Die Blätter sind ganzrandig und abgerundet bis stumpf, teils ausgerandet bis eingebuchtet, der Blattgrund ist keilförmig oder spitz bis stumpf. Die Nervatur ist wechselnd gefiedert.

### Generative Merkmale
Die lang gestielten, rispigen und feinhaarigen, gemischten Blütenstände sind bis 20–25 cm lang, die kleineren männlichen oder zwittrigen fünfzähligen Blüten sind sitzend bis kurz gestielt. Es sind bei den Blüten eilanzettliche Deckblätter vorhanden. Die eiförmigen und spitzigen Kelchblätter sind behaart. Die fünf zurückgebogenen Kronblätter sind eilanzettlich und weiß, grünlich bis rötlich. Sie sind außen feinhaarig und innen nur schwach behaart. Es sind 7–10(14) Staubblätter vorhanden, es ist nur ein fertiles, sehr langes und vorstehendes Staubblatt vorhanden, bei den männlichen Blüten ist es länger. Die anderen, kürzeren Staubblätter sind steril. Der rundliche Fruchtknoten bei den zwittrigen Blüten ist oberständig mit einem langen, seitenständigen und vorstehenden Griffel mit kopfiger Narbe. Bei männlichen Blüten ist nur ein verkümmerter Fruchtknoten vorhanden. Es sind extraflorale und florale Nektarien vorhanden. Die Bestäubung erfolgt durch Bienen, Fliegen und Ameisen, aber auch durch den Wind.
Die Chromosomenzahl beträgt 2n = 40, seltener 24.

## Bilder

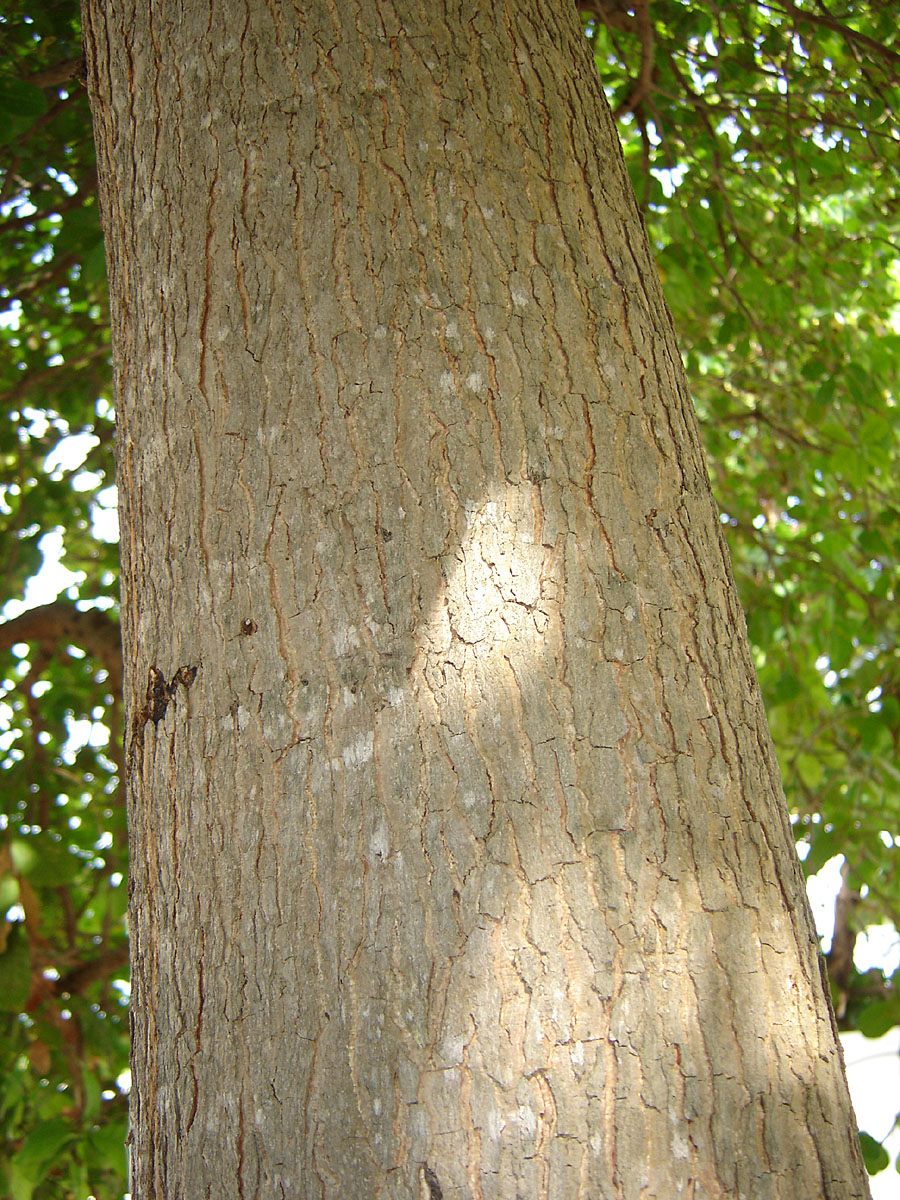
Stamm des Cashewbaumes
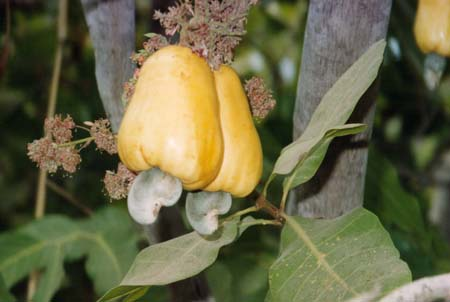
Cashewfrucht
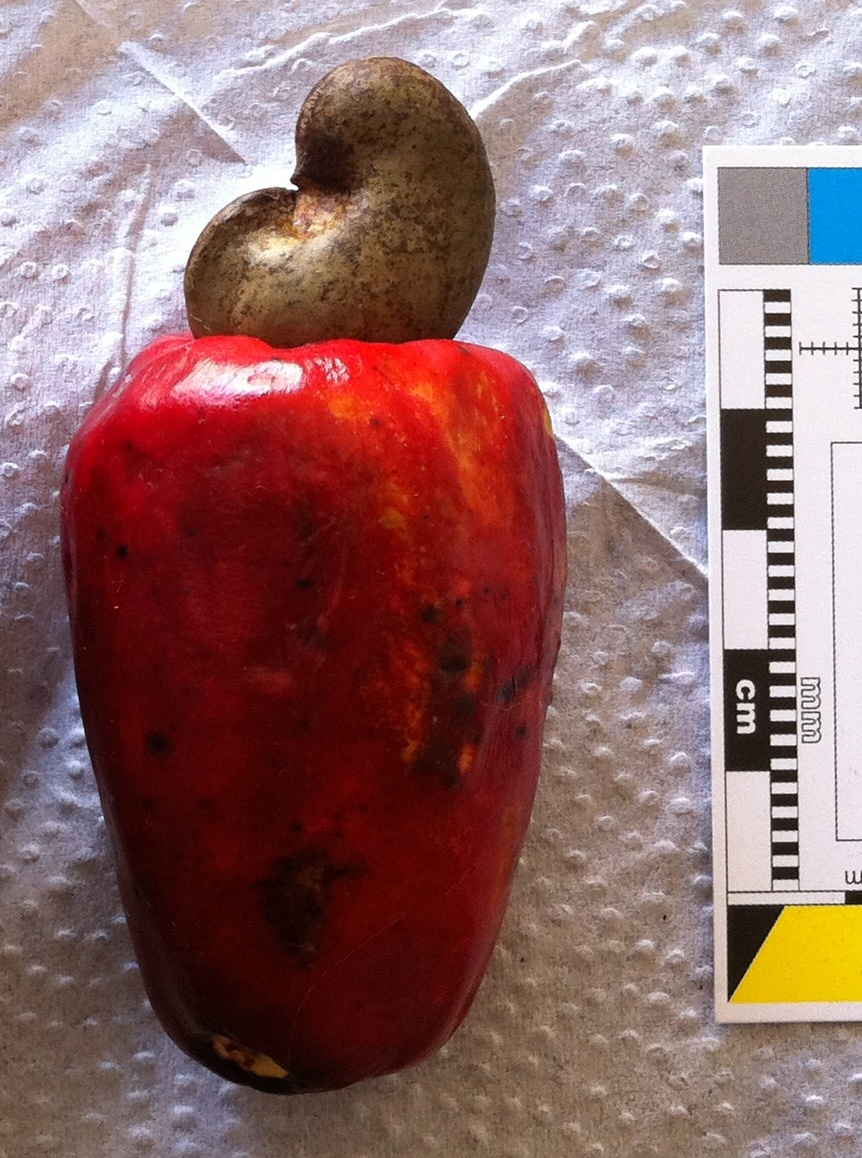
Cashewfrucht: unten der rote Kaschuapfel (Fruchtstiel), oben die Frucht.
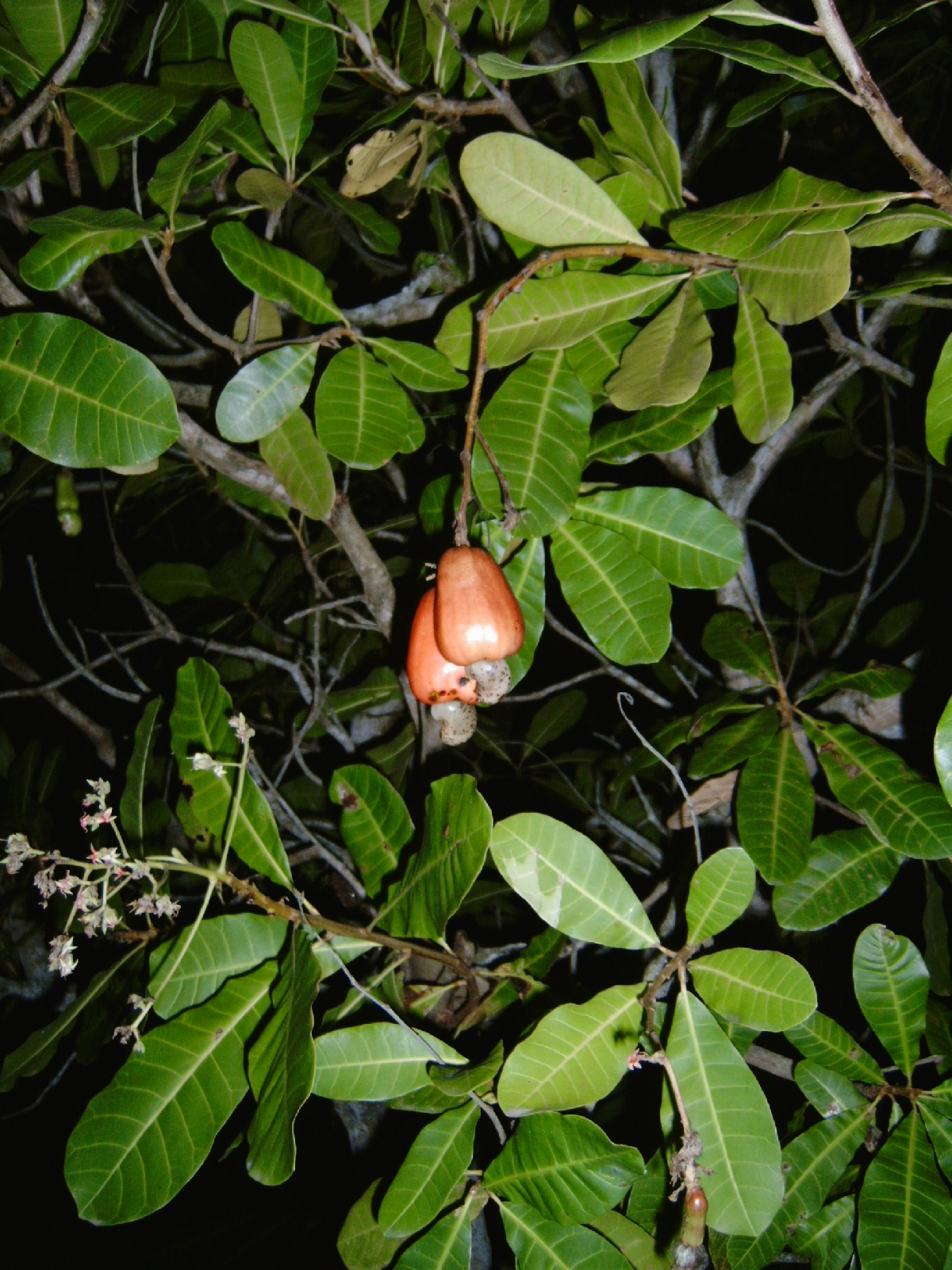
Cashew-Frucht (auf Bali); indonesische Bezeichnung für den Samen (Cashew-Nuss): kacang mete
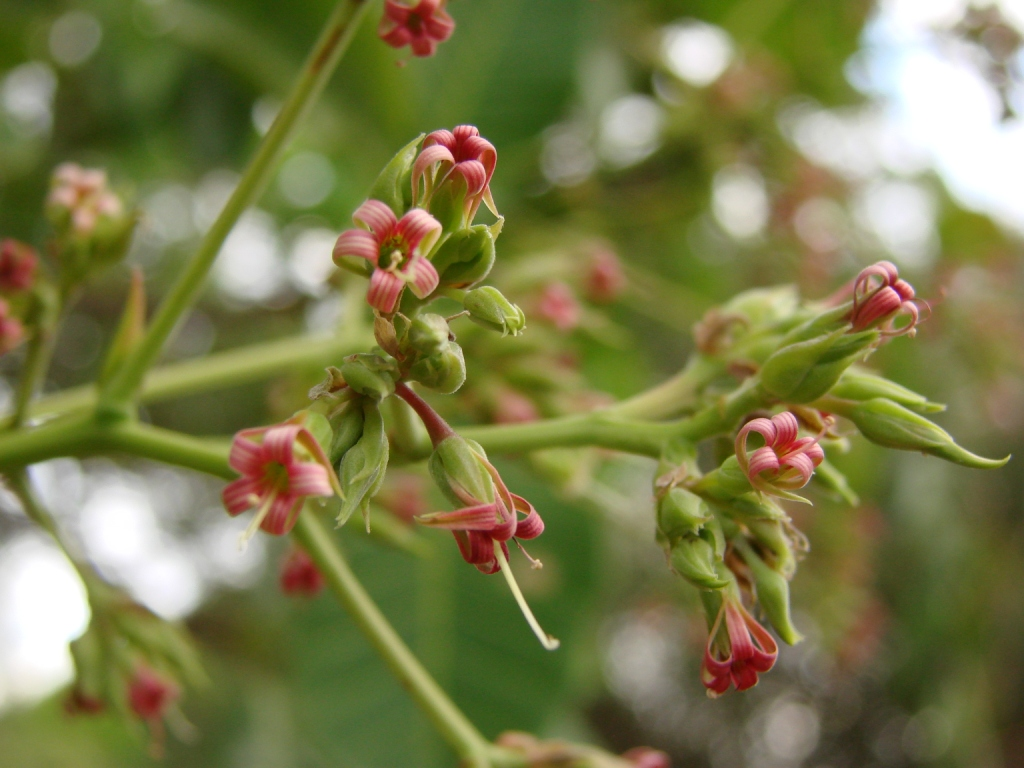
Blüten des Cashewbaumes

## Vorkommen
Der Cashewbaum kommt ursprünglich im mittleren bis nördlichen Südamerika vor, in Kolumbien, Ecuador, Peru, Venezuela, Guyana, Suriname, Trinidad und Tobago, Brasilien und Bolivien.

## Taxonomie
Der Cashewbaum wurde 1753 von Carl von Linné in Species Plantarum Band 1 Seite 383 als Anacardium occidentale erstbeschrieben. Synonyme sind Cassuvium pomiferum Lam. und Acajuba occidentalis (L.) Gaertn.

## Nutzung des Cashewbaumes

### Cashewfrucht und Cashewapfel
Die Cashewfrucht, eine einsamige Steinfrucht, ist ein kleines, etwa 2–2,5 × 1,5 cm großes, grünlich- bis bräunliches, nieren- oder boxhandschuhförmiges Gebilde, das an einem fleischig verdickten Fruchtstiel herabhängt. Diese nierenförmige Cashewfrucht wird abgeerntet und daraus der bekannte Cashewkern gewonnen.
Der etwa 5–10 cm lange, birnen- oder paprikaförmig verdickte Fruchtstiel wird als „Cashewapfel“ bezeichnet. Als  Fruchtstiel (Hypokarp) ist der Cashewapfel eine Scheinfrucht und nicht die eigentliche fortpflanzungsfähige Frucht des Cashewbaumes. Er ist bei Reife gelb, orange bis rot gefärbt und entwickelt einen intensiven, fruchtig-süßlichen Duft. Er ist sehr geschmacksintensiv, süßsäuerlich, ein wenig apfelartig und enthält viel Vitamin C. Der Saft der rohen Scheinfrucht ist farblos und transparent, verursacht jedoch beim Eintrocknen auf fast allen Materialien tiefschwarze, meist unauslöschbare Flecken. Der Cashewapfel ist leicht verderblich und seine Außenhaut sehr druckempfindlich. Aus diesem Grund kann er schlecht transportiert und nicht international gehandelt werden. Er wird deshalb unmittelbar nach der Ernte weiterverarbeitet.
Der Cashewapfel wird zu Kaschu-Saft und Marmelade (Konfitüre) verarbeitet. In Brasilien wird aus den Cashewäpfeln ein Getränk namens Cajuína hergestellt, dem eine medizinische und rituelle Wirkung zugesprochen wird. Im indischen Goa brennt man aus dem Saft auch Schnaps, den sogenannten Cashew-Feni.

### Cashewdrink
Aus der Frucht wird ein Getränk hergestellt, das als Milchersatz Verwendung findet. Da Milchersatz in der Europäischen Union nicht mit der Bezeichnung Milch verkauft werden darf, wird sie im Handel als „Cashewdrink“ angeboten. Zur Herstellung werden in Wasser eingeweichte Cashewkerne zusammen mit Wasser fein püriert. Anschließend wird die Flüssigkeit durch ein Sieb gefiltert und mit Lebensmittelzusatzstoffen ergänzt. Je nach Geschmack können auch Salz, Zucker oder Süßungsmittel hinzugefügt werden.

### Cashew-Schalenöl
Cashew-Schalenöl wird aus dem mittleren Teil der Fruchtwand der Cashewfrucht (Mesokarp) gewonnen. Das toxische Öl wirkt hautreizend. Es wird industriell und medizinisch genutzt. Es soll Holz und Papier vor Termitenfraß und Wurmbefall schützen, etwa auch bei Holzbooten, Fischernetzen und zudem bei Warzen und Hühneraugen wirken. Aus dem Öl werden durch Polymerisation auch ein hitzeresistenter Gummi sowie technische Harze hergestellt. Darüber hinaus eignet sich das aus den Schalen gewonnene Öl auch als Bindemittel in Asphalt.
Das Öl besteht aus etwa 82 % Anacardsäure, eine Mischung von 6-n-C15-Alkylsalicylsäuren, deren Seitenketten gesättigt, mono-, di- oder triolefinisch sind, etwa 16,5 % Cardol (Pentadecadienylresorcinol, stark hautreizendes Phenolderivat) und 2-Methylcardol, sowie Gallussäure und Glucoside in Spuren. Das technische Kaschuschalenöl enthält in erster Linie das Decarboxylierungsprodukt der Anacardsäure, das Cardanol (= Anacardol) und Cardol.
Anacardsäure, die Hauptkomponente des Schalenöls, wird durch Erhitzen zu Cardanol umgesetzt, das zum Beispiel, zu Phenalkaminen umgesetzt, als Härterkomponente für Epoxidharz dient. Man erhält ein besonders elastisches und beim Aushärten wasserunempfindliches Harz. Es wird zum Beispiel als Lack für Seeschiffe, Rohrleitungen und Betonfußböden eingesetzt.

### Cashew-Kerne

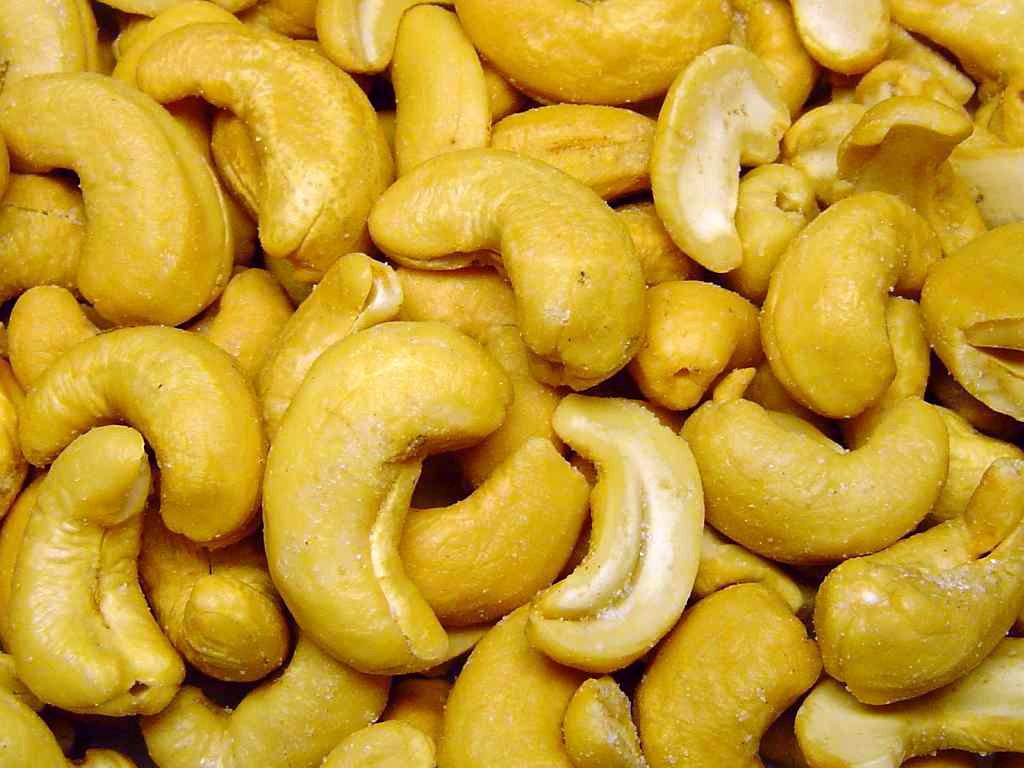
Gesalzene Cashewkerne

Cashew-Kerne werden umgangssprachlich auch als Nüsse bezeichnet. Botanisch gesehen zählen sie als Steinfrucht zum Schalenobst.
Die Cashewfrucht wird auch Elefantenlaus genannt und enthält die Kerne (Samen), die im deutschsprachigen Raum mit dem englischen Namen Cashew als Cashewkerne oder Cashewnüsse gehandelt werden. 
Die Kerne werden roh, geröstet und gesalzen, karamellisiert oder gewürzt im Handel angeboten. Ihr Geschmack ist süßlich-nussig und weniger intensiv als der von Erd- oder Walnuss. Es kann auch ein Pflanzenöl aus ihnen gepresst werden (Acajou- oder Kaschuöl).
Die Kerne enthalten hauptsächlich fettes Öl (Acajouöl), durchschnittlicher Ölgehalt: 45,6 %. Die Hauptfettsäuren sind: Ölsäure (73,7 %), Linolsäure (14,3 %), Palmitinsäure (7,5 %) und Stearinsäure (4,5 %). 96 % der Fette liegen als Triglyceride vor  und 4 % als Glyco- und Phospholipide. Proteine machen etwa 20 % und Kohlenhydrate etwa 27 % (Stärke ca. 12 %) der Kerne aus.
Cashewkerne sind ein guter Lieferant von Mineralstoffen, etwa von Magnesium, das bei der Stärkung der Knochen und der Aktivität von Enzymen eine wichtige Rolle spielt. Die Kerne enthalten auch Eisen, das ein wichtiger Teil des Hämoglobins ist, eines elementaren Bestandteils roter Blutkörperchen.

#### Nährwerte der Kerne
Die Angaben beziehen sich auf 100 g Kerne, ungeröstet, ohne Salz. Der physiologische Brennwert beträgt 2402 kJ (574 kcal) je 100 g Kerne.
| Bestandteile  | Bestandteile |
| ------------- | ------------ |
| Wasser        | 1,7 g        |
| Eiweiß        | 15,3 g       |
| Fett          | 46,4 g       |
| Kohlenhydrate | 32,7 g       |
| Ballaststoffe | 3,0 g        |
| Mineralstoffe | 1,4 g        |

| Mineralstoffe | Mineralstoffe |
| ------------- | ------------- |
| Kalium        | 565 mg        |
| Phosphor      | 490 mg        |
| Magnesium     | 260 mg        |
| Calcium       | 45 mg         |
| Natrium       | 16 mg         |
| Zink          | 5,6 mg        |
| Eisen         | 6,0 mg        |
| Mangan        | 0,87 mg       |
| Kupfer        | 2,22 mg       |
| Selen         | 0,0117 mg     |

| Vitamine            | Vitamine  |
| ------------------- | --------- |
| Niacin (B3)         | 1,4 mg    |
| Pantothensäure (B5) | 1,22 mg   |
| Thiamin (B1)        | 0,2 mg    |
| Pyridoxin (B6)      | 0,26 mg   |
| Riboflavin (B2)     | 0,2 mg    |
| Folsäure (B9)       | 0,069 mg  |
| Vitamin K           | 0,0347 mg |
| Vitamin E           | 0,92 mg   |

| Aminosäuren | Aminosäuren |
| ----------- | ----------- |
| Tryptophan  | 238 mg      |

1 g = 1000 mg (Milligramm)

#### Besonderheiten
In kaum einem anderen Lebensmittel ist der Anteil an der essentiellen Aminosäure Tryptophan derart hoch wie bei den Cashewkernen. Tryptophan ist ein unerlässlicher Nährstoff bei der Produktion des Neurotransmitters Serotonin.
Im Handel erhältliche rohe Kerne sind nicht in jedem Fall wirklich roh, eine Dampfbehandlung wird zumeist nicht angegeben.
Einige Menschen sind allergisch gegen Cashewkerne, allerdings ist diese Allergie selten. Die Kerne enthalten Histamin.

### Anbau

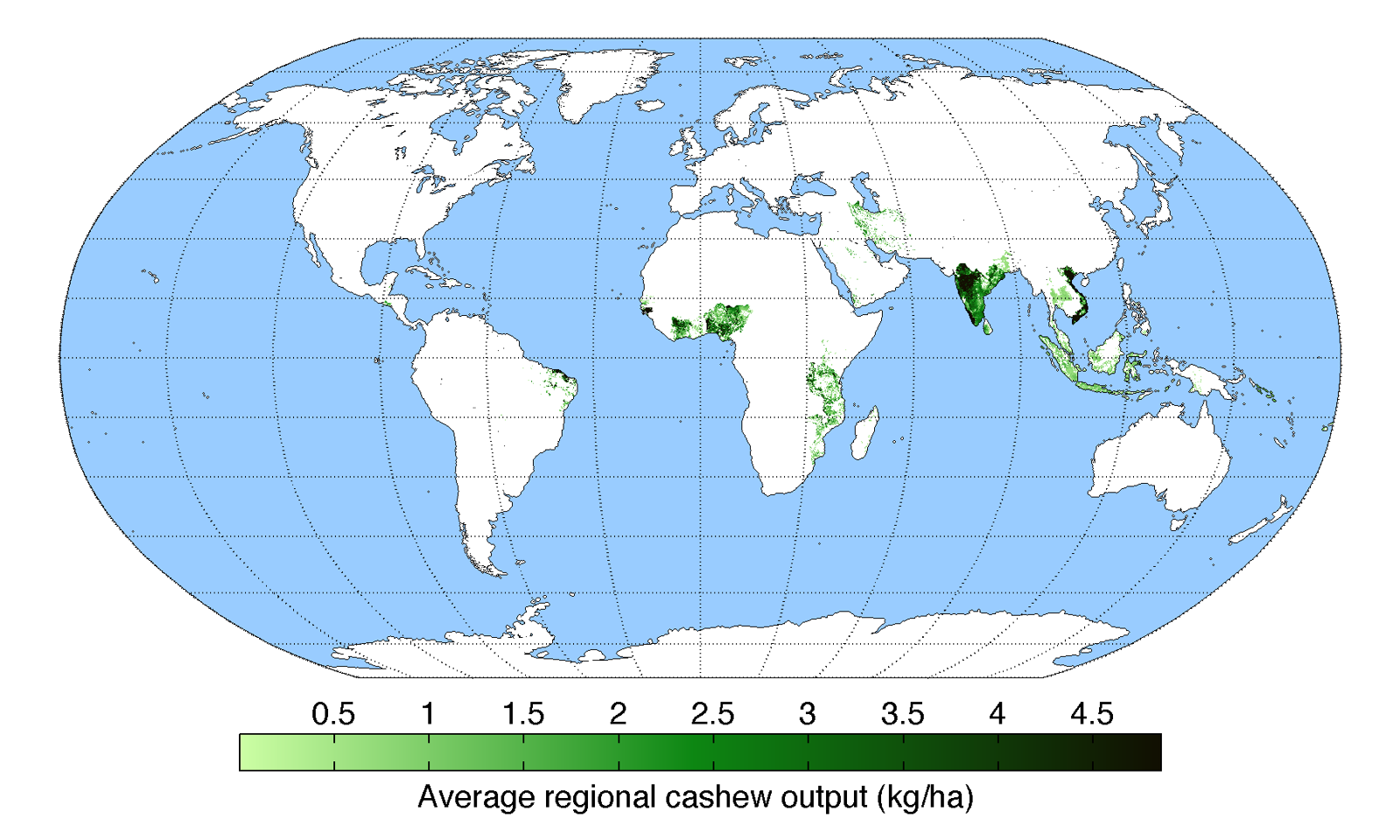
Weltweite Cashewproduktion (2000)

Der Cashewbaum ist in Brasilien heimisch. Im 16. Jahrhundert wurde er von den Portugiesen nach Mosambik und Indien eingeführt, um der Erosion an den Küsten entgegenzuwirken. Im 19. Jahrhundert kam der Anbau in Plantagen auf und verbreitete sich in weitere Länder in Afrika, Asien und Lateinamerika. Seit Anfang des 20. Jahrhunderts wurde Indien zum Zentrum der (meist manuellen) Verarbeitung von Cashewkernen, die von dort auch nach Amerika und Europa exportiert wurden. Ab den 1960er Jahren wurden Cashewerzeugnisse aus Ostafrika größtenteils nach Indien exportiert und dort verarbeitet.
In den 1970er Jahren produzierten afrikanische Länder, allen voran Mosambik und Tansania, die Mehrzahl der Cashewkerne. Unterdessen ist die Produktion in Indien gestiegen, und auch in asiatischen Ländern wie Indonesien und Vietnam wurde sie in den 1990er Jahren ausgeweitet. Nach einem Bericht von 2016 sind Vietnam, Nigeria, Indien und Elfenbeinküste die größten Produzenten. Die kleineren westafrikanischen Staaten Elfenbeinküste, Benin und Guinea-Bissau haben ebenfalls den Cashew-Anbau ausgeweitet. In Ghana ist es zudem gelungen, die Weiterverarbeitung zu fördern. In den westafrikanischen Ländern wird der Anbau von der Competitive Cashew Initiative (ComCashew) unterstützt, um den Sektor dort wettbewerbsfähig zu machen und das Einkommen der Bauern zu festigen.
In Guinea-Bissau förderte die Regierung den Anbau von Cashewkernen als Cash Crops. Sie legte Mindestpreise fest und ermunterte Bauern, Cashew anzupflanzen und vom Verkaufserlös das Grundnahrungsmittel Reis einzukaufen. Als im Jahr 2006 die Weltmarktpreise sanken, kauften die indischen Großhändler die Cashewkerne aus Guinea-Bissau nicht mehr oder zu entsprechend niedrigeren Preisen. Dies führte zu Hunger bei Teilen der Bevölkerung.

### Wirtschaftliche Bedeutung
2021 wurden laut der Ernährungs- und Landwirtschaftsorganisation FAO weltweit 3.708.153 t Cashewkerne (mit Schale) geerntet. Auf dem gesamten afrikanischen Kontinent wurden etwa 53 % der Welternte produziert, in Asien 44 %.
Folgende Tabelle gibt eine Übersicht über die zehn größten Produzenten von Cashewkernen weltweit, die insgesamt 85,2 % der Menge ernteten.
| Rang | Land               | Menge (in t) |
| ---- | ------------------ | ------------ |
| 1    | Elfenbeinküste     | 837.850      |
| 2    | Indien             | 738.000      |
| 3    | Vietnam            | 399.308      |
| 4    | Philippinen        | 255.931      |
| 5    | Tansania           | 210.786      |
| 6    | Indonesien         | 170.462      |
| 7    | Benin              | 150.414      |
| 8    | Burkina Faso       | 137.722      |
| 9    | Mosambik           | 135.161      |
| 10   | Guinea-Bissau      | 122.283      |
|      | Top Ten            | 3.157.917    |
|      | übrige Produzenten | 550.236      |

## Trivia
Der größte Cashewbaum der Welt steht im brasilianischen Bundesstaat Rio Grande do Norte in der Stadt Parnamirim.